# R 12

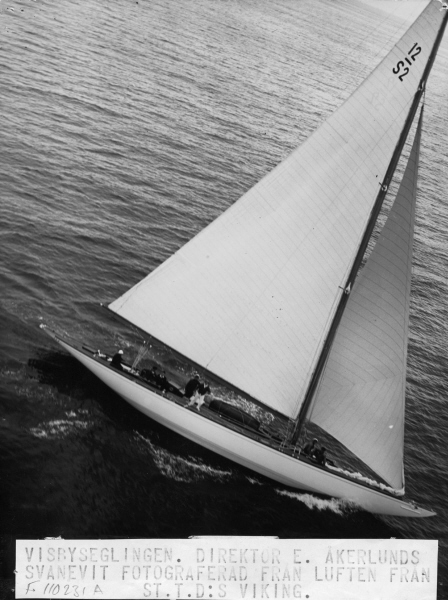
12mR-yachten Svanevit, under Visbyseglingen 1931, rorsman Erik Åkerlund.

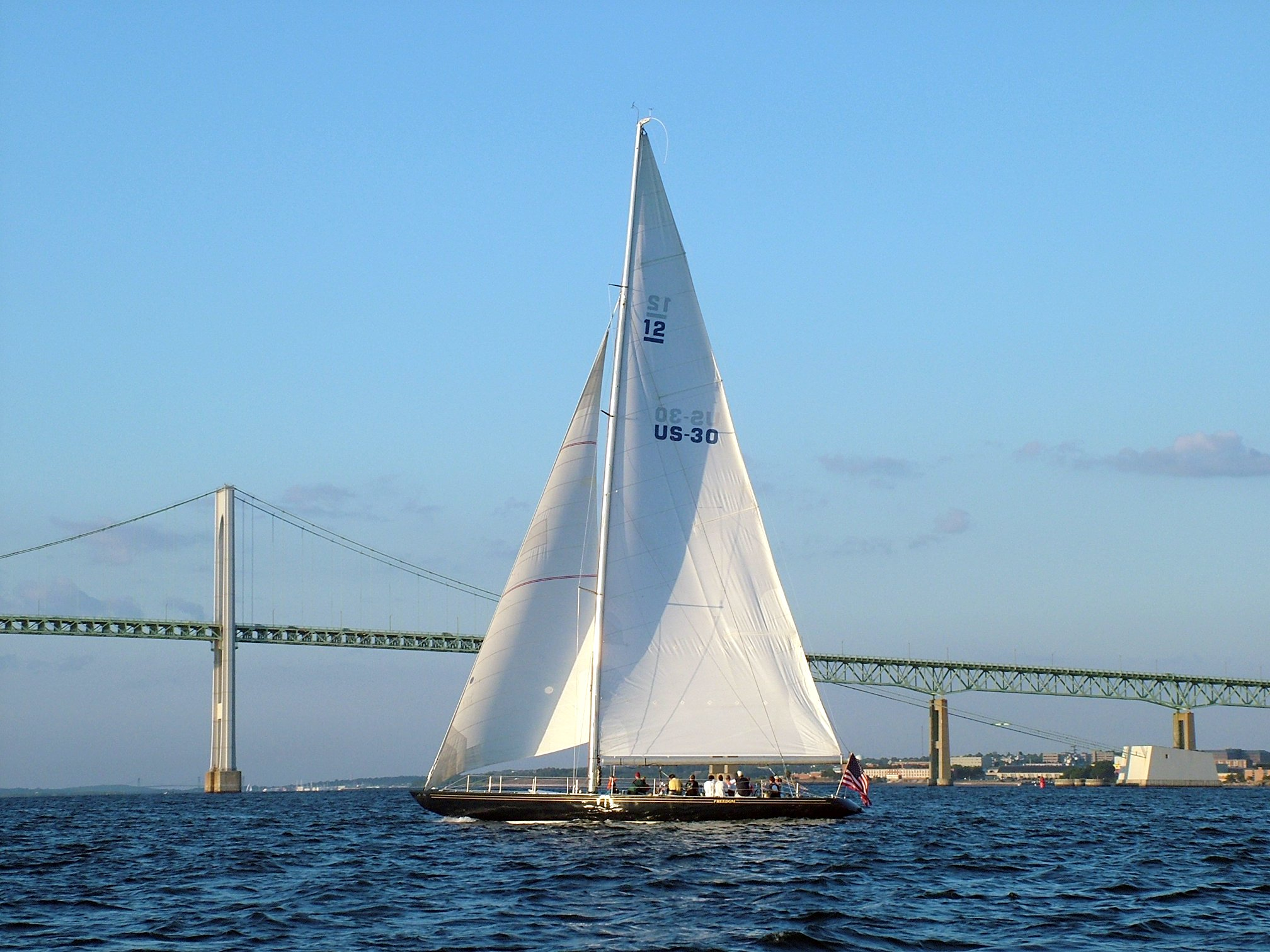
12mR Freedom under segel.

Gaffelriggad R 12

12mR, eller Tolva, är en segelbåtsklass konstruerad efter R-regeln. Åren 1908, 1912 och 1920 utgjorde 12mR en olympisk seglingsklass. I America's Cup seglades med R-12:or under perioden 1958–1987. 
Internationellt kända 12mR-båtar är bland andra, de av Olin Stephens ritade America's Cup-försvararna Columbia, Intrepid och Courageous samt cupvinnaren Australia II, vilken bröt den amerikanska segerraden.
I Sverige har två klassiska tolvor byggts av August Plym på Neglingevarvet: Erna Signe 1911 (konstruktör William Fife), och Princess Svanevit 1930 (konstruerad av Gustaf Estlander).
En modern tolva, Sverige, ritad av Pelle Petterson och byggd av Sweden Yachts i Stenungsund, utmanade om America's Cup 1977 och 1980 men blev utslagen i kvalseglingarna. Fartyget Sverige var speciell i det avseendet, att hon styrdes med rorkult och att delar av besättningen var placerade under däck, där skotningen sköttes med cykelliknande pedaler. 
Den sista svenska R-12:a som tävlade om America's Cup var New Sweden. Den svenska satsningen på America's Cup upphörde i samband med att tävlingsreglerna ändrades 1987.